# Carrarese Calcio
Carrarese Calcio ist ein Fußballverein aus der toskanischen Stadt Carrara in Italien.

## Geschichte

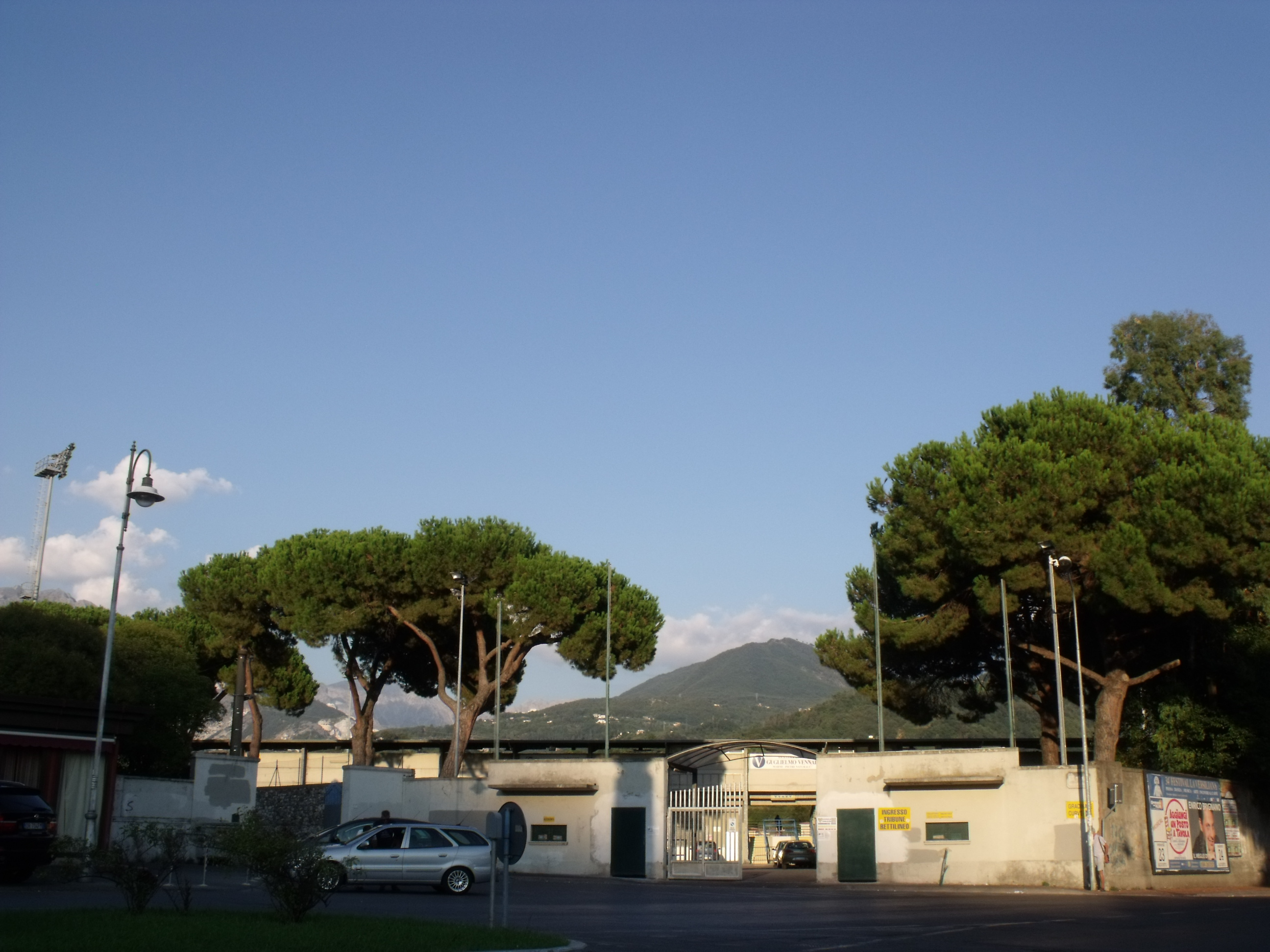
Eingang des Heimspielortes Stadio dei Marmi in Carrara

Der Verein wurde 1908 als Unione Sportiva Carrarese Calcio (US Carrarese) gegründet und spielte bis Anfang der 1940er Jahre meist in unterklassigen Ligen. Die Vereinsfarben sind Azurblau und Gelb. Vor dem Zweiten Weltkrieg konnte man die Serie C erreichen und stieg 1946 erstmals in die (noch zweigeteilte) Serie B auf. Nach dem Abstieg aus dieser 1948 verbrachte der Verein die nächsten Spielzeiten mit einigen Auf- und Abstiegen in den dritt- bis fünftklassigen Ligen. Nach dem ersten Tabellenplatz in der Saison 1977/78 in der fünftklassigen Serie D Girone E kehrte der Verein in die Serie C1 und somit in den Profifußball zurück, wo er sich seitdem behaupten kann. In der Saison 2009/10 stieg der Verein sportlich aus der Lega Pro Seconda Divisione ab, wurde aber aufgrund von nicht erteilten Lizenzen an andere Ligateilnehmer und aufgrund der finanziellen Unterstützung von Cristiano Lucarelli und Gianluigi Buffon wieder in die vierte Spielklasse eingeteilt. 2011 gelang der Wiederaufstieg in die dritthöchste Spielklasse, welche mittlerweile unter der Bezeichnung Lega Pro Prima Divisione firmiert. Seit Juli 2012 ist Buffon alleiniger Eigner des Vereins. In der Saison 2023/24 gelang dem Verein nach 76 Jahren wieder der Aufstieg in die Serie B.

## Stadion
Der Verein spielt im Stadio dei Marmi an der Piazza Vittorio Veneto 8. Nach den letzten Renovierungsarbeiten im Jahr 2023 verfügt das Stadion aktuell über eine Kapazität von 9.500 Sitzplätzen.

## Erfolge
- Coppa Italia Serie C: 1982/83

## Ehemalige Spieler
- Accursio Bentivegna
- Nicolás Bremec
- Fabio Concas
- Matteo Contini
- Roberto Crivello
- Simone Del Nero
- Alberico Evani
- Luciano Federici
- Moreno Ferrario
- Daniele Galloppa
- Matteo Gentili
- Simon Laner
- Andrea Luci
- Stephen Ayodele Makinwa
- Rolando Maran
- Francesco Margiotta
- Guido Marilungo
- Stefano Pellizzari
- Cristiano Piccini
- Andrea Raggi
- Jess Vanstrattan
- Dario Venitucci
- Bruno Venturini
- Simone Vergassola
- Giovanni Viola
- Davide Vitturini
- Sergio Volpi
- Milan Zahálka
- Riccardo Zampagna

## Ehemalige Trainer
- Silvio Baldini
- Marco Baroni
- Zeffiro Furiassi
- Rudolf Hiden
- Marcello Lippi
- Imre Payer
- Raimondo Ponte
- Pietro Rava
- Antal Szalay
- Lido Vieri